# Favolaschia singeriana
Favolaschia singeriana är en svampart som beskrevs av Dennis 1952. Favolaschia singeriana ingår i släktet Favolaschia och familjen Mycenaceae.   Inga underarter finns listade i Catalogue of Life.